# Ataenius warisensis
Ataenius warisensis är en skalbaggsart som beskrevs av Zdzisława Stebnicka 1998. Ataenius warisensis ingår i släktet Ataenius och familjen Aphodiidae. Inga underarter finns listade.